# Benoît Poulain
Benoît Poulain (Montpellier, 27 luglio 1987) è un calciatore francese, difensore svincolato.

## Caratteristiche tecniche
È un difensore centrale.

## Carriera
Cresciuto nelle giovanili del Nîmes, ha esordito in prima squadra il 24 ottobre 2008 in occasione del match perso 1-0 contro il Boulogne.

## Statistiche

### Presenze e reti nei club
Statistiche aggiornate al 6 gennaio 2017.
| Stagione        | Squadra         | Campionato      | Campionato | Campionato | Coppe nazionali | Coppe nazionali | Coppe nazionali | Coppe continentali | Coppe continentali | Coppe continentali | Altre coppe | Altre coppe | Altre coppe | Totale | Totale | Totale |
| Stagione        | Squadra         | Comp            | Pres       | Reti       | Comp            | Pres            | Reti            | Comp               | Pres               | Reti               | Comp        | Pres        | Reti        | Pres   | Reti   |        |
| --------------- | --------------- | --------------- | ---------- | ---------- | --------------- | --------------- | --------------- | ------------------ | ------------------ | ------------------ | ----------- | ----------- | ----------- | ------ | ------ | ------ |
| 2008-2009       | Nîmes           | L2              | 20         | 1          | CF+CdL          | 0               | 0               |                    | -                  | -                  |             | -           | -           | 20     | 1      |        |
| 2009-2010       | Nîmes           | L2              | 32         | 0          | CF+CdL          | 0+2             | 0               |                    | -                  | -                  |             | -           | -           | 34     | 0      |        |
| 2010-2011       | Nîmes           | L2              | 29         | 1          | CF+CdL          | 3+2             | 0               |                    | -                  | -                  |             | -           | -           | 34     | 1      |        |
| 2011-2012       | Nîmes           | N               | 32         | 2          | CdL             | 1               | 0               |                    | -                  | -                  |             | -           | -           | 33     | 2      |        |
| 2012-2013       | Nîmes           | L2              | 35         | 0          | CF+CdL          | 2+1             | 0               |                    | -                  | -                  |             | -           | -           | 38     | 0      |        |
| 2013-2014       | Nîmes           | L2              | 29         | 1          | CF+CdL          | 0               | 0               |                    | -                  | -                  |             | -           | -           | 29     | 1      |        |
| Totale Nîmes    | Totale Nîmes    | Totale Nîmes    | 177        | 5          |                 | 11              | 0               |                    | -                  | -                  |             | -           | -           | 188    | 35     |        |
| 2014-2015       | Kortrijk        | D1              | 26         | 2          | CB              | 2               | 0               |                    | -                  | -                  |             | -           | -           | 28     | 2      |        |
| 2015-gen. 2016  | Kortrijk        | D1              | 19         | 0          | CB              | 3               | 1               |                    | -                  | -                  |             | -           | -           | 22     | 1      |        |
| Totale Kortrijk | Totale Kortrijk | Totale Kortrijk | 45         | 2          |                 | 5               | 1               |                    | -                  | -                  |             | -           | -           | 50     | 3      |        |
| gen.-giu. 2016  | Club Bruges     | D1              | 7          | 0          | CB              | 2               | 0               |                    | -                  | -                  |             | -           | -           | 9      | 0      |        |
| 2016-2017       | Club Bruges     | D1              | 20         | 0          | CB              | 2               | 0               | UCL                | 5                  | 0                  | SB          | 0           | 0           | 27     | 0      |        |
| 2017-2018       | Club Bruges     | D1              | 11         | 1          | CB              | 2               | 0               | UCL                | 0                  | 0                  |             | -           | -           | 13     | 1      |        |
| Totale carriera | Totale carriera | Totale carriera | 260        | 8          |                 | 22              | 1               |                    | 5                  | 0                  |             | -           | -           | 287    | 9      |        |

## Palmarès

### Club
- Championnat National: 1

Nîmes: 2011-2012
- Campionato belga: 1

Club Bruges: 2015-2016
- Supercoppa del Belgio: 1

Club Bruges: 2016